# Хоростків (станція)
Хорóстків — проміжна залізнична станція Тернопільської дирекції Львівської залізниці на неелектрифікованій лінії Тернопіль — Біла-Чортківська. Розташована у місті Хоростків Чортківського району Тернопільської області. Поруч зі станцією пролягає автошлях територіального значення Т 2011 Копичинці — Гусятин.
Станція призначена для обслуговування пасажирів та вантажів різного роду.

## Історія
Станція відкрита 1890 року з будівництвом залізничної лінії Тернопіль — Копичинці — Стефанешти, яка пролягла через поселення, що значно сприяла розбудові економіки містечка.
Через Хоростків прокладена залізнична лінія Тернопіль — Чернівці. Не зважаючи на це, пасажирські поїзди, що прямують з Тернополя до Чернівців (Одеса — Чернівці, Київ — Чернівці) курсують в обхід цієї лінії, проїжджаючи з Тернополя до Чернівців через станції Львів, Івано-Франківськ, Коломию. За часів СРСР дільницею Тернопіль — Чернівці курсував лише  пасажирський поїзд сполученням Івано-Франківськ — Козятин, маючи зупинку на станції Хоростків. Після розпаду СРСР, маршрут руху поїзда було скорочено до станції Шепетівки (став курсувати за маршрутом Івано-Франківськ — Шепетівка). На початку 2000-х років діьниуею Тернопіль — Чернівці, із зупинкою на станції Хоростків, курсували пасажирські поїзди Івано-Франківськ — Харків, Івано-Франківськ — Одеса, Чернівці — Одеса, Москва — Софія. У складі поїзда Москва — Софія курсували вагони безпересадкового сполучення Москва — Бухарест, Москва — Чернівці, Москва — Салоніки, Мінськ — Софія. Тобто з Хоросткова можна було доїхати в Грецію (Салоніки), Болгарію (Софія), Румунію (Бухарест) та Білорусь (Мінськ). В складі пасажирського поїзда Івано-Франківськ — Харків курсував вагон безпересадкового сполучення Івано-Франківськ — Донецьк. 
З 2012 року було змінено маршрути поїздів Одеса — Чернівці та Москва — Софія через станцію Львів. Таким чином, Хоростків втратив міжнародне сполучення. Того ж року були скасовані пасажирські поїзди Івано-Франківськ — Шепетівка та Івано-Франківськ — Харків. Натомість на станції Хоростків було призначено тарифну зупинку фірмовому пасажирському поїзд «Буковина» № 117/118 сполученням Київ — Чернівці (до 2010 року поїзд прямував через станцію Хоростків без зупинки). З 2014 року змінено маршрут руху поїзда «Буковина» через станції Кам'янець-Подільський, Ларга (з 18 жовтня 2021 року поїзд скасований). Проте, «Укрзалізниця» з 3 серпня 2014 року, як альтернативний призначила щоденний пасажирський поїзд «Гуцульщина» сполученням Київ — Рахів, який з 4 серпня 2014 року прямує через станцію Хоростків. З грудня 2021 року поїзд курсує під № 57/58 сполученням Київ — Ворохта.

## Пасажирське сполучення
Приміське сполучення
Через станцію Хоростків щоденно курсують приміські поїзди Тернопіль — Заліщики — Тернопіль (2 пари). До 2019 року курсував приміський поїзд Тернопіль — Іване-Пусте (2 пари).
З 1 вересня 2017 року відновлена одна пара дизель-поїздів сполученням Тернопіль — Гусятин (скасований з 2020 року).
У Тернополі є можливість здійснити пересадку на пасажирські поїзди у напрямку Шепетівки, Ходорова, Львова, Хмельницького, Вінниці, Одеси, Києва тощо.
Далеке сполучення
З 4 серпня 2014 року через станцію курсує фірмовий пасажирський поїзд «Гуцульщина» сполученням  Київ — Рахів, яким можливо дістатися Тернополя, Коломиї, Ворохти, Хмельницького, Вінниці та Києва.
З 10 жовтня 2022 року призначений регіональний поїзд «Дністровський експрес» № 802/801 сполученням Львів — Чернівці, що прямує через станції Красне, Тернопіль, Хоростків, Чортків, Заліщики.

## Подія
Вперше за всю історію існування станції, 19 квітня 2019 року на залізничній станції Хоростків о 20:10 сталася подія. З рейок зійшли 5 вагонів вантажного поїзда. Через сходження вагонів мало місце затримка двох місцевих пасажирських дизель-поїздів № 6277 сполученням Тернопіль — Заліщики та № 6279 сполученням Тернопіль — Іване-Пусте, а також їх повернення до пункту відправлення. До того ж, було змінено маршрут слідування (регіональною об'їзною лінією) фірмового пасажирського поїзда «Гуцульщина» № 357 сполученням Київ — Рахів, який через цю подію прибув у Київ із запізненням майже на 10 годин.